# Altmann Hofinger
Altmann Hofinger OCist (* als Alois Hofinger am 15. November 1936 in Micheldorf, Österreich) ist ein österreichischer römisch-katholischer Ordenspriester. Er war von 1998 bis 2008 Abt des Stiftes Schlierbach.

## Leben
Hofinger, der Sohn eines Landwirtes, stammt aus der inkorporierten Stiftspfarre Heiligenkreuz bei Micheldorf, maturierte am Gymnasium der Abtei Schlierbach und trat am 14. August 1957 in das Stift ein, wo er den Ordensnamen Altmann erhielt, der an Altmann von Passau erinnert. Nach seiner einfachen Profess am 15. August 1958 studierte er Theologie an der Universität Innsbruck und empfing am 2. Juli 1963 in der Stiftskirche von Schlierbach die Priesterweihe. Hofinger war Kaplan in Wartberg an der Krems (1963–1968) und Kirchdorf an der Krems (1968–1970), bis 1998 Pfarrer von Kirchdorf.
Am 15. Juli 1998 wählte der Konvent von Stift Schlierbach Altmann Hofinger zu ihrem Abt. Seine Amtszeit war durch das 650-Jahr-Jubiläum von Schlierbach im Jahr 2005 geprägt. Von einer Krebserkrankung geschwächt, reichte er im November 2008 seinen Rücktritt ein.

## Auszeichnungen
- Silbernes Ehrenzeichen des Landes Oberösterreich (2006)[1]